# Port lotniczy Örebro
Port lotniczy Örebro (IATA: ORB, ICAO: ESOE) – regionalny port lotniczy położony w Örebro, w Szwecji.

## Linie lotnicze i połączenia
| Linia lotnicza                  | Kierunek                                                                                                |
| ------------------------------- | --- |
| Braathens International Airways | Sezonowe czartery: 1. Split                                                                             |
| Jettime                         | Sezonowe czartery: 1. Antalya 2. Gran Canaria 3. Larnaka 4. Palma de Mallorca 5. Rodos 6. Chania 7. Kos |
| Ryanair                         | 1. Londyn-Stansted                                                                                      |
| Sunclass Airlines               | Sezonowe czartery: 1. Palma de Mallorca 2. Rodos 3. Gran Canaria                                        |
| TUI fly Nordic                  | Sezonowe czartery: 1. Teneryfa-Południe                                                                 |